# Marcial Álvarez
Marcial Álvarez (Madrid, 13 de març de 1966) és un actor espanyol.
Amb 16 anys comença la seva marxa en el teatre, concretament a Madrid, amb l'obra El maestro. El 1985 dirigiria La rosa de papel de Valle-Inclán; aquest mateix any tornaria a dirigir amb Escorial juntament amb Daniel G. Pulido.
Moltes són les obres en les quals intervé en aquests primers anys: La malquerida, La gallarda, El caballero de Olmedo, El sueño de una noche de verano, i La bella Aurora, entre d'altres.
En 1997 apareix per primera vegada en televisió en la sèrie d'Antena 3 Los ladrones van a la oficina. Durant els següents anys, va participar amb petits papers en diferents sèries com Hermanas i Médico de familia.
L'èxit televisiu li arriba amb El comisario en 1999. El personatge del subinspector Jorge San Juan "Pope" va calar en el públic durant dotze temporades; ampliant les seves intervencions en altres sèries de la cadena Tele 5: Hospital Central i Al salir de clase.
També farà un parell d'incursions al cinema. De la mà d'Antonio Molero, va treballar en el curtmetratge Post-coitum. Aquest mateix any va intervenir en el llargmetratge Mi dulce de Jesús Mora (año 2002).
Durant els deu anys que va durar El comisario, Marcial va continuar treballant en teatre: Un paseo romántico, Baraka!, El club de la corbata i Don Juan Tenorio, entre d'altres.
Després del final de la sèrie El comisario (2009), Marcial Álvarez continua treballant en diferents muntatges teatrals: El hombre que quiso ser rey (Teatro María Guerrero, Madrid), La rosa de papel (Teatro Valle Inclán, Madrid) i Los gemelos de Plaute realitzada en diverses localitzacions com en la 55a edició del Festival de Teatre Clàssic de Mèrida i Sagunt a escena, amb gran èxit de crítica i públic.
Des de 2016 exerceix com a professor de l'assignatura Noves Tecnologies dels Mitjans Audiovisuals en la Facultat de Comunicació de la Universitat de Sevilla.

## Trajectòria

### Cinema
- Fase Terminal (2010) de Marta Génova (curtmetratge).
- Mi dulce (2002) de Jesús Mora.
- Post coitum (2002) d'Antonio Molero (curtmetratge).

### Teatre
- El maestro (1982), dirigit per Fernando Rincón.
- Tres sombreros de copa  (1983) de Miguel Mihura, dirigit per Fernando Rincón.
- La rosa de papel (1985) de Ramón María del Valle-Inclán, dirigit per Marcial Álvarez.
- Escorial (1985) de Michel de Ghelderode, dirigit per Marcial Álvarez y Daniel G. Pulido.
- Amor de don Perlimplín con Belisa en su jardín (1987) de Federico García Lorca, dirigit per Juan Carlos Pérez de la Fuente.
- Historias de fotomatón (1987), dirigit per Juan Carlos Pérez de la Fuente.
- La malquerida (1988) de Jacinto Benavente, dirigit per Miguel Narros.
- El caballero de Olmedo (1990), de Lope de Vega.
- Antígona (1990) de Sòfocles, dirigit per Pablo Calvo.
- Historia del zoo (1990) d'Edward Albee, dirigit per Pablo Calvo.
- La gallarda (1992) de Rafael Alberti, dirigit per Miguel Narros.
- El caballero de Olmedo (1993) de Lope de Vega, dirigit per Miguel Narros.
- Hiel (1993) de Yolanda Pallín, dirigit per Eduardo Vasco.
- Dar tiempo al tiempo (1994) de Calderón de la Barca, dirigit per Eduardo Vasco.
- La bella Aurora (1995) de Lope de Vega, dirigit per Eduardo Vasco.
- El sueño de una noche de verano (1996) de William Shakespeare, dirigit per Denis Rafter.
- Esopo (1996), dirigit per Vicente Rodado.
- El público (1997) de Federico García Lorca, dirigit per Francisco Ortuño.
- La dama boba (1997) de Lope de Vega, dirigit per Laila Ripoll.
- Lista negra (1997) de Yolanda Pallín, dirigit per Eduardo Vasco.
- Salvajes (1998) de José Luis Alonso de Santos, dirigit per Gerardo Malla.
- El castigo sin venganza (2000) de Lope de Vega, dirigit per Eduardo Vasco.
- Paseo romántico (2000) de varios autores, dirigit per Laila Ripoll.
- Don Juan Tenorio (2004) de José Zorrilla, dirigit per Natalia Menéndez.
- El club de la corbata (2004) de Fabrice Roger-Lacan, dirigit per Pep Antón Gómez.
- El castigo sin venganza (2005), de Lope de Vega.
- Don Juan Tenorio (2007) de José Zorrilla, dirigit per Natalia Menéndez.
- Baraka! (2006) de Maria Goos, dirigit per Josep Mª Mestres.
- Don Juan Tenorio (2008) de José Zorrilla, dirigit per Tamzin Townsend.
- El hombre que quiso ser rey (2008) d'Ignacio García May, dirigit per Ignacio García May.
- La rosa de papel (Avaricia, lujuria y muerte) (2009) de Ramón María del Valle-Inclán, dirigit per Salva Bolta - C.D.N.
- Los gemelos (2009) de Plauto, dirigit per Tamzin Townsend.
- Yerma (2012-2013), de Federico García Lorca, dirigit per Miguel Narros.
- El cojo de Inishmaan (2013-2014), de Martin McDonagh, dirigit per Gerardo Vera
- Pluto (2014), d'Aristòfanes, dirigit per Magüi Mira
- César y Cleopatra (2015), d'Emilio Hernández, dirigit per Magüi Mira
- El curioso incidente del perro a medianoche (2018), basada en la novel·la de Mark Haddon i adaptada al teatre por Simen Stephens, dirigit per José Luis Arellano García.[6]

### Televisió
| Any             | Títol                         | Personatge                  | Cadena            | Dades        |
| --------------- | ----------------------------- | --------------------------- | ----------------- | ------------ |
| 1995            | Los ladrones van a la oficina |                             | Antena 3          | 3 episodis   |
| 1997            | Médico de familia             |                             | Telecinco         | 1 episodi    |
| 1998            | Hermanas                      | Chema                       | Telecinco         | 1 episodi    |
| 1999 - 2009     | El comisario                  | Jorge San Juan "Pope"       | Telecinco         | 179 episodis |
| 2000            | Hospital Central              | Jorge San Juan "Pope"       | Telecinco         | 1 episodi    |
| 2000            | Al salir de clase             | Jorge San Juan "Pope"       | Telecinco         | 1 episodi    |
| 2010            | Las chicas de oro             | Francisco Malmierca         | TVE               | 1 episodi    |
| 2011            | Los misterios de Laura        | Jesús Aguirre               | TVE               | 1 episodi    |
| 2011 - 2013     | Bandolera                     | Marcial Buendía "El Galeno" | Antena 3          | 375 episodis |
| 2014 - 2015     | El secreto de Puente Viejo    | Silverio                    | Antena 3          | 7 episodis   |
| 2015            | Rabia                         | Pedro Vilches               | Cuatro            | 2 episodis   |
| 2016            | Bajo sospecha                 | Ginés Guerrero              | Antena 3          | 10 episodis  |
| 2016            | Olmos y Robles                | César Gutiérrez             | TVE               | 1 episodi    |
| 2017            | Servir y proteger             | Joaquín Castillo            | TVE               | 9 episodis   |
| 2018            | La víctima número 8           | Juan Echevarría "Eche"      | Telemadrid, ETB 2 | 8 episodis   |
| 2019            | Los nuestros 2                | Miguel                      | Telecinco         | 3 episodis   |
| 2020            | Las chicas del cable          | Teniente Coronel Ríos       | Netflix           | 3 episodis   |
| 2020 - presente | Acacias 38                    | Marcos Bacigalupe           | TVE               | ¿? episodis  |

## Premis
Premis de la Unión de Actores
| Any  | Categoria                                    | Obra         | Resultat |
| ---- | -------------------------------------------- | ------------ | -------- |
| 1999 | Millor interpretació secundària de televisió | El comisario | Candidat |